# Sárkányok kertje
Koordináták: é. sz. 47° 11′ 58″, k. h. 23° 18′ 35″47.199444°N 23.309722°E

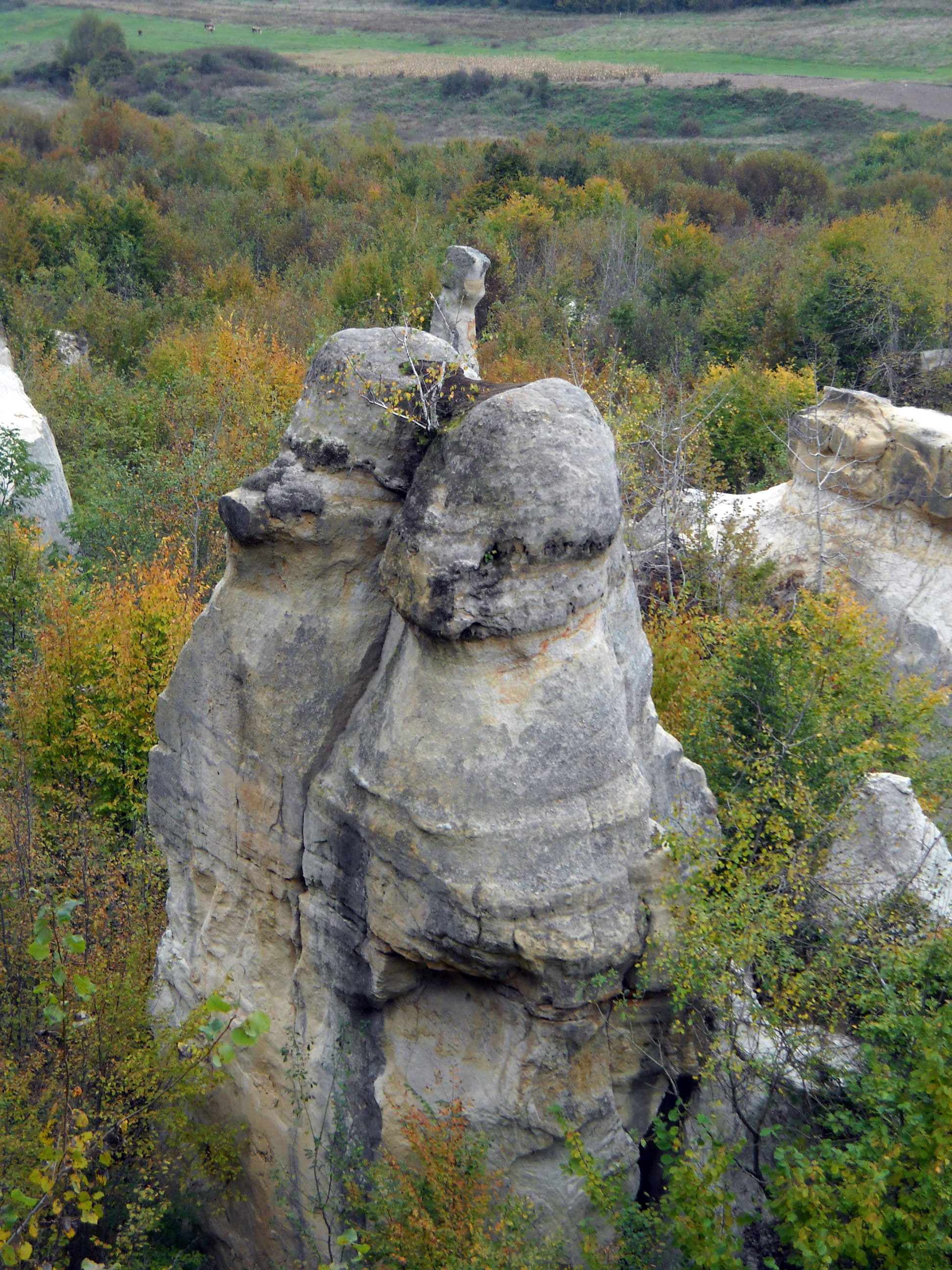
A Sárkányok kertje

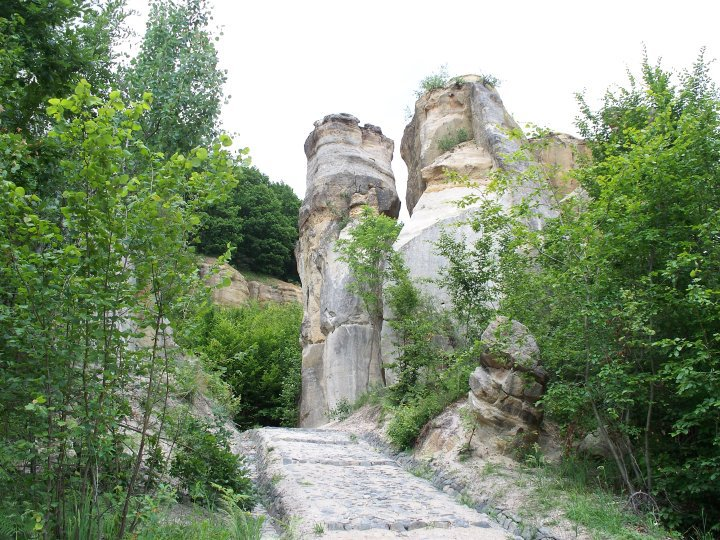
Alakzatok a kertben

A Sárkányok kertje (románul Grădina Zmeilor) egy felszíni erózióval létrejött sziklaképződmény Romániában, az erdélyi Szilágy megyében. A 32,5 hektáros terület védelem alatt áll. 

## Földrajzi helyzete
Almásgalgó határában, Zsibótól 9 km-re délkeleti irányban helyezkedik el. 

### Megközelítése
Gépkocsival érkezők az 1G jelzésű műúton közelíthetik meg Almásgalgót. A faluba érve útjelző tábla mutatja a letérőt. Körülbelül 800 m-t kell megtenni, amíg a kert bejáratához érünk. Itt egy kiépített parkoló várja az utasokat.

## A Kert
Egy jól karbantartott ösvény vezet körbe a kerten. Az út első szakaszában a suvadáskaréj felső felén vezet. Itt lehetőség nyílik madártávlatból megcsodálni a különös alakú tornyokat, kúpokat, gúlákat, oszlopokat, gombákat, ember- és állatformájú tömböket, amik festői összevisszaságban díszítik a kertet. Az út a kert végében leereszkedik a suvadáskarély alá, és most már karnyújtásnyi távolságból is megszemlélhetjük a természet ezen csodáit.
A rezervátum területén a sziklákra mászni tilos.

## Kialakulása
A terület tudományos kutatása dr. Cholnoky Jenő professzor nevéhez fűződik, aki az Erdélyi-medence feltérképezése alkalmából tanulmányozta és leírta a Sárkányok kertjét is.
Almásgalgó határában a talaj rétegesen elhelyezkedő agyag, homokkő és apró szemű konglomerátumokból áll. Egy törésvonal mentén a völgy irányába dőlő oldal és a szelektív erózió alakította ki a kert különleges formáit. 
Az alakzatok folyamatosan változnak az erózió miatt. A talajvíz hatására az egész völgyoldal a törésvonal irányába mozog. A suvadáskarély fölött újabb és újabb repedéseket lehet megfigyelni, amik az elkövetkező alakzatok előhírnökei. 
A kert alakzatai átlagosan 10–12 méter magasak. Élettartamuk attól függ, hogy a tetejükön milyen védőréteg van. A gomba alakú alakzatok a legtartósabbak, mert a gomba kalapját alkotó homokkő vagy konglomerátum ernyőként védi a gomba szárát alkotó lazább szerkezetű talajrétegeket. 
Régebbi leírásokban 25-30 méteres alakzatokról is van említés, de mostanában a 10-15 métereseknél nagyobbak nincsenek. 

## Képgaléria

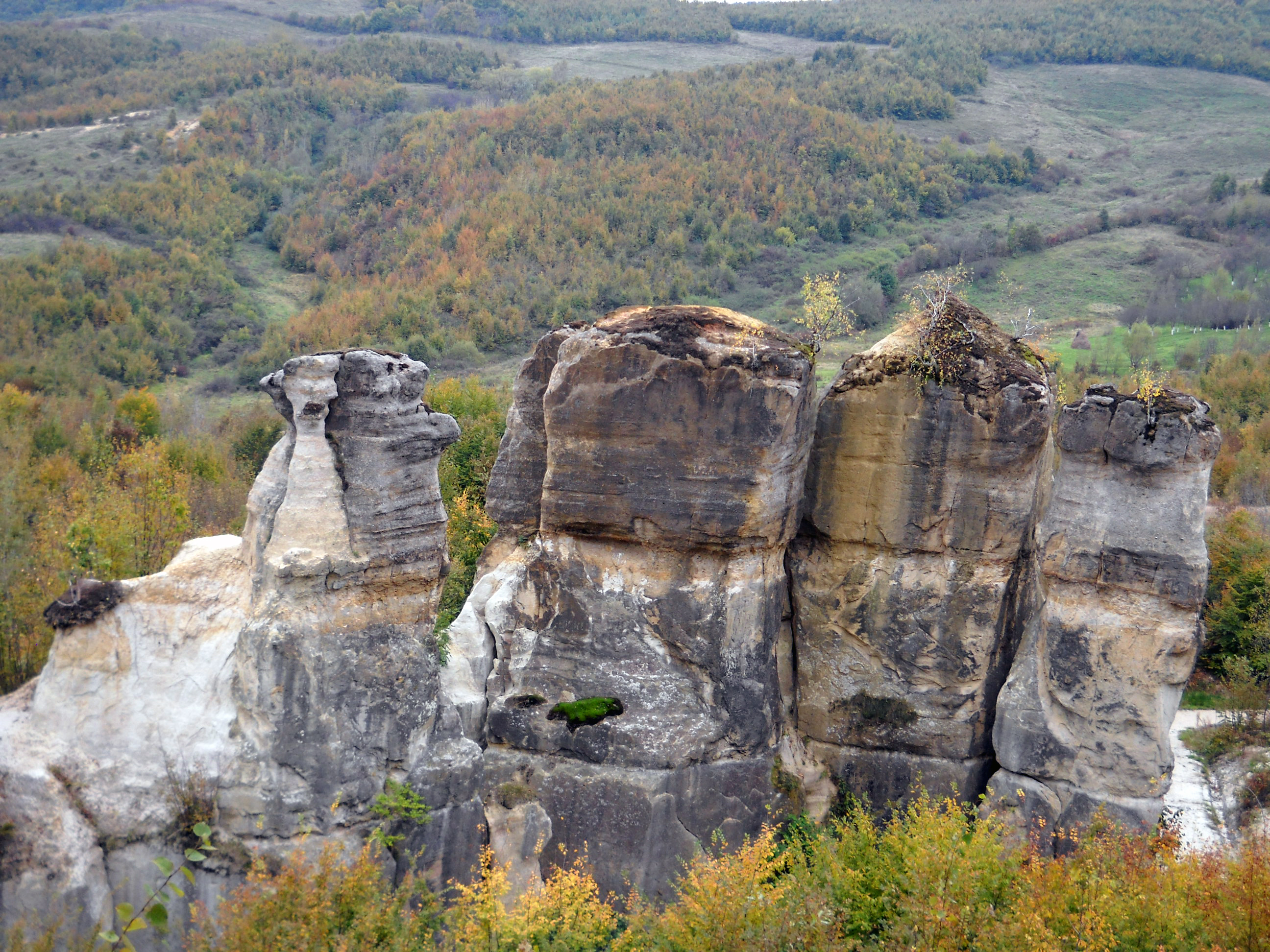
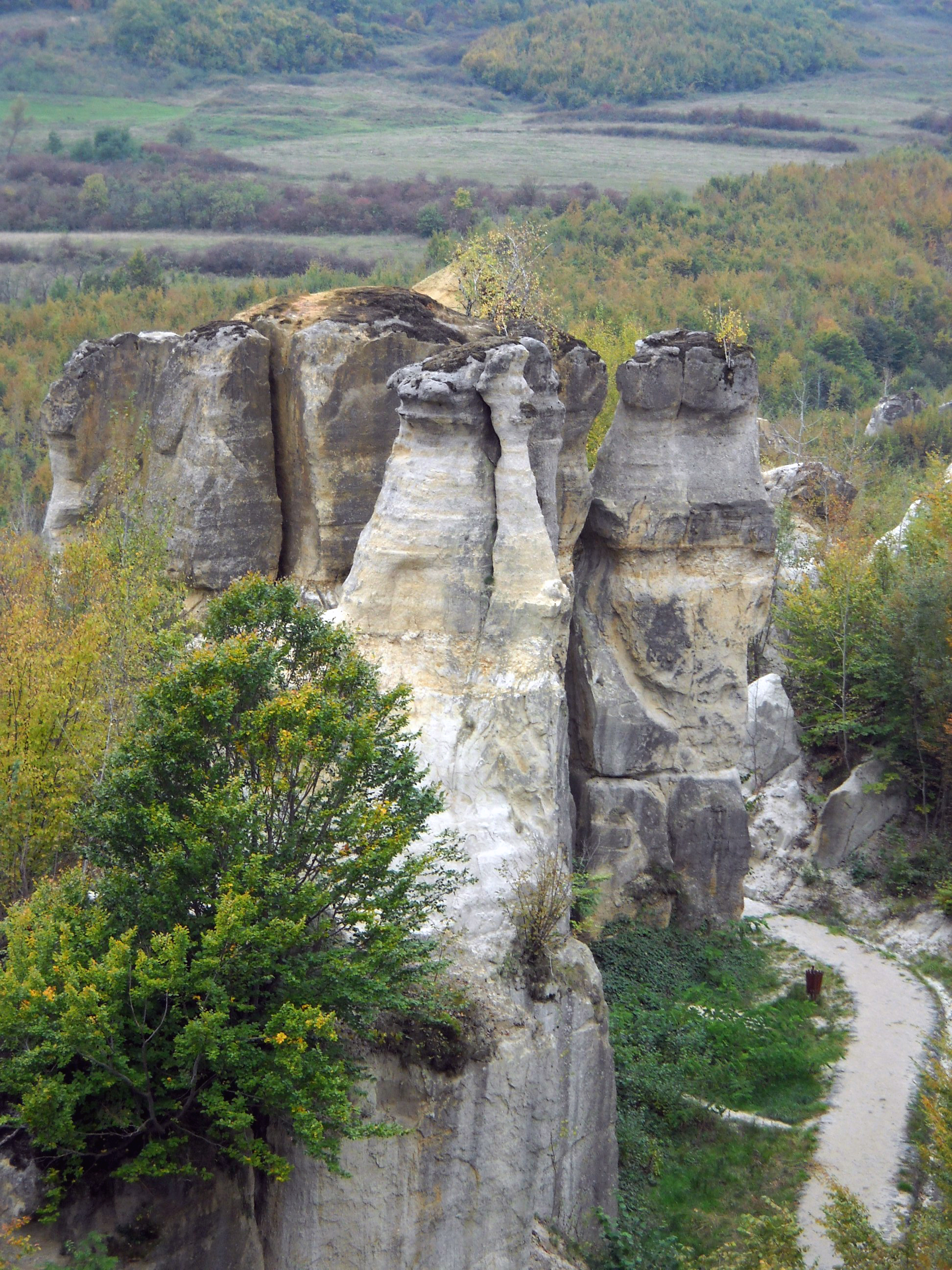
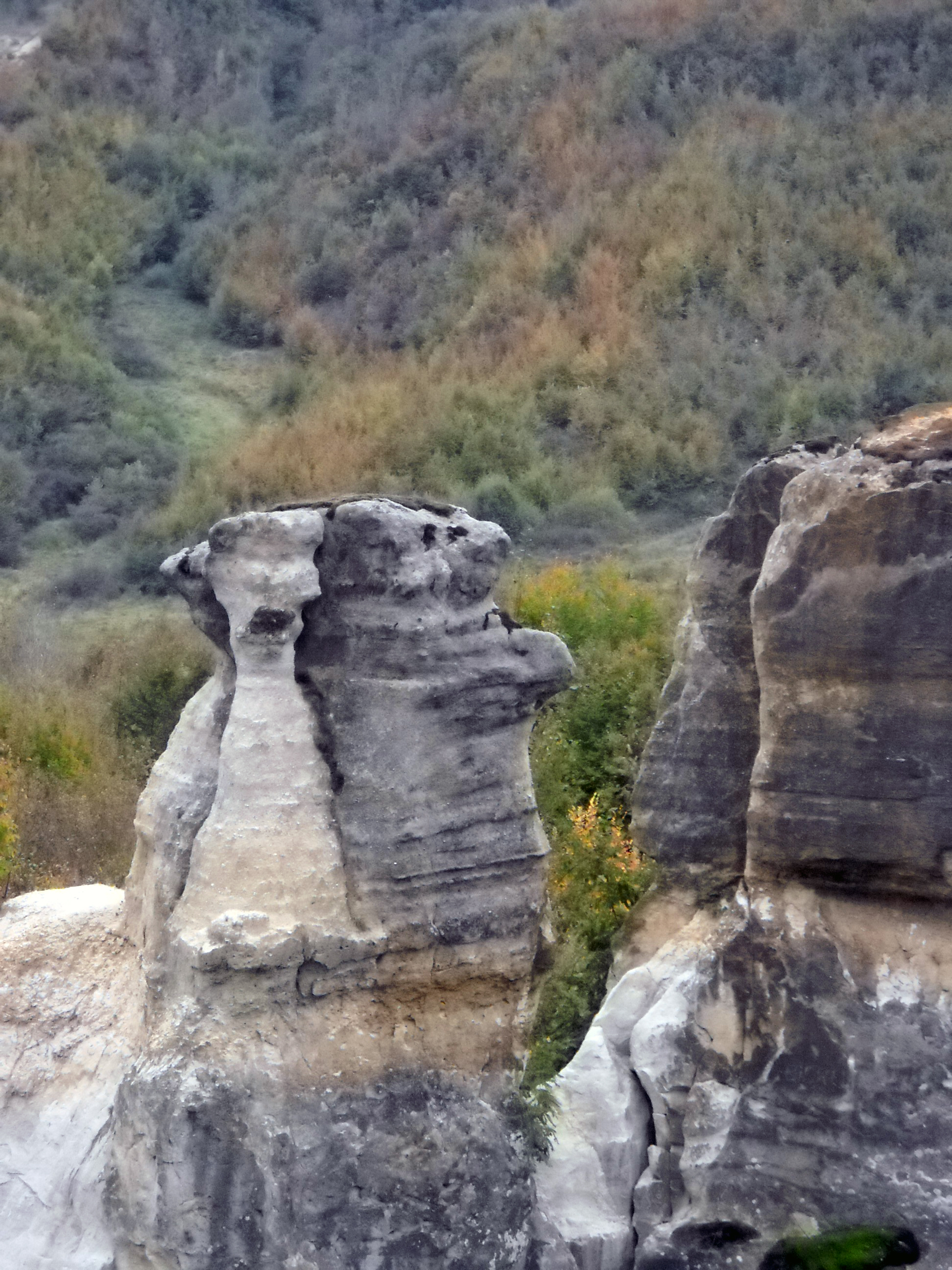
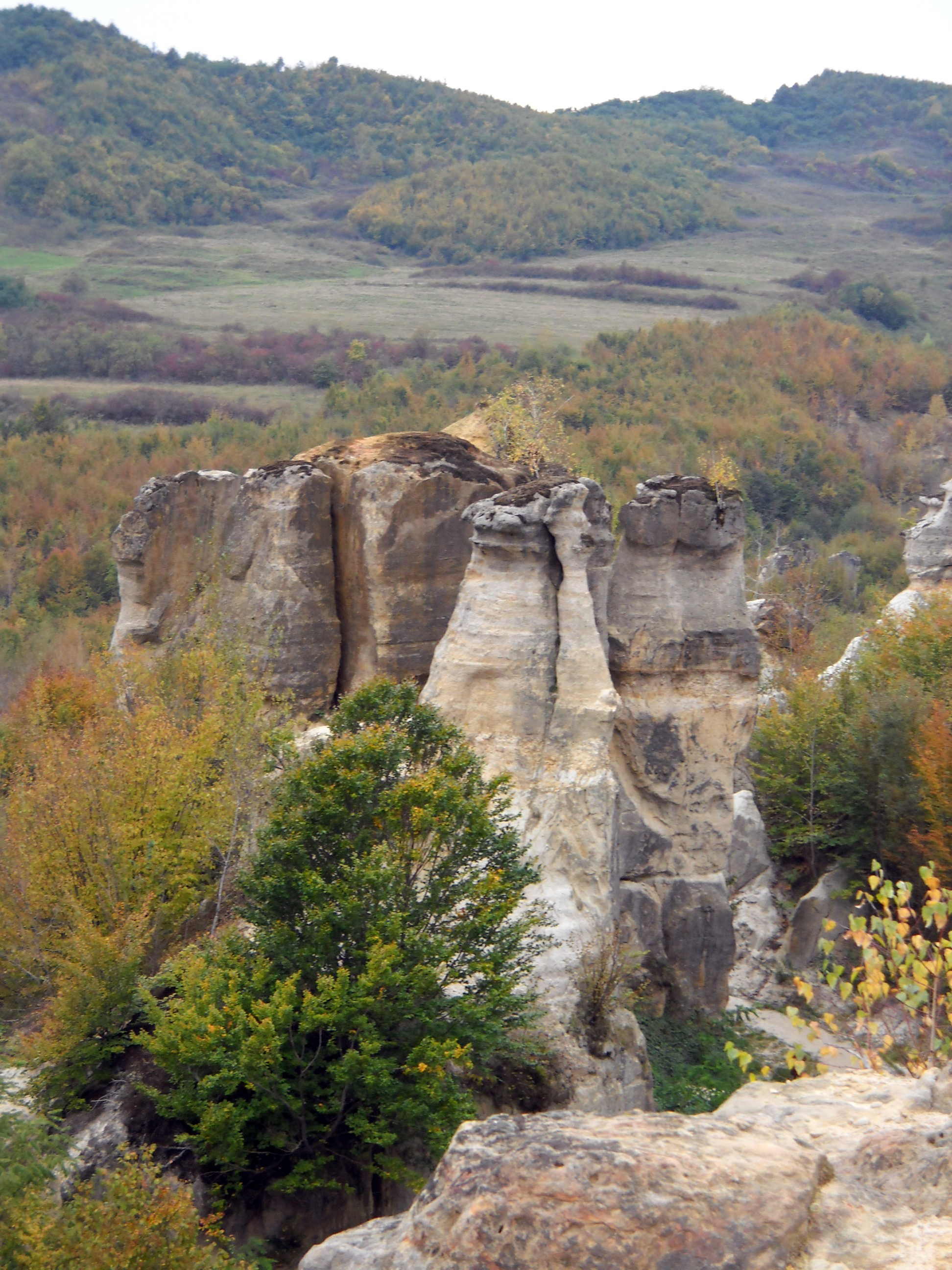
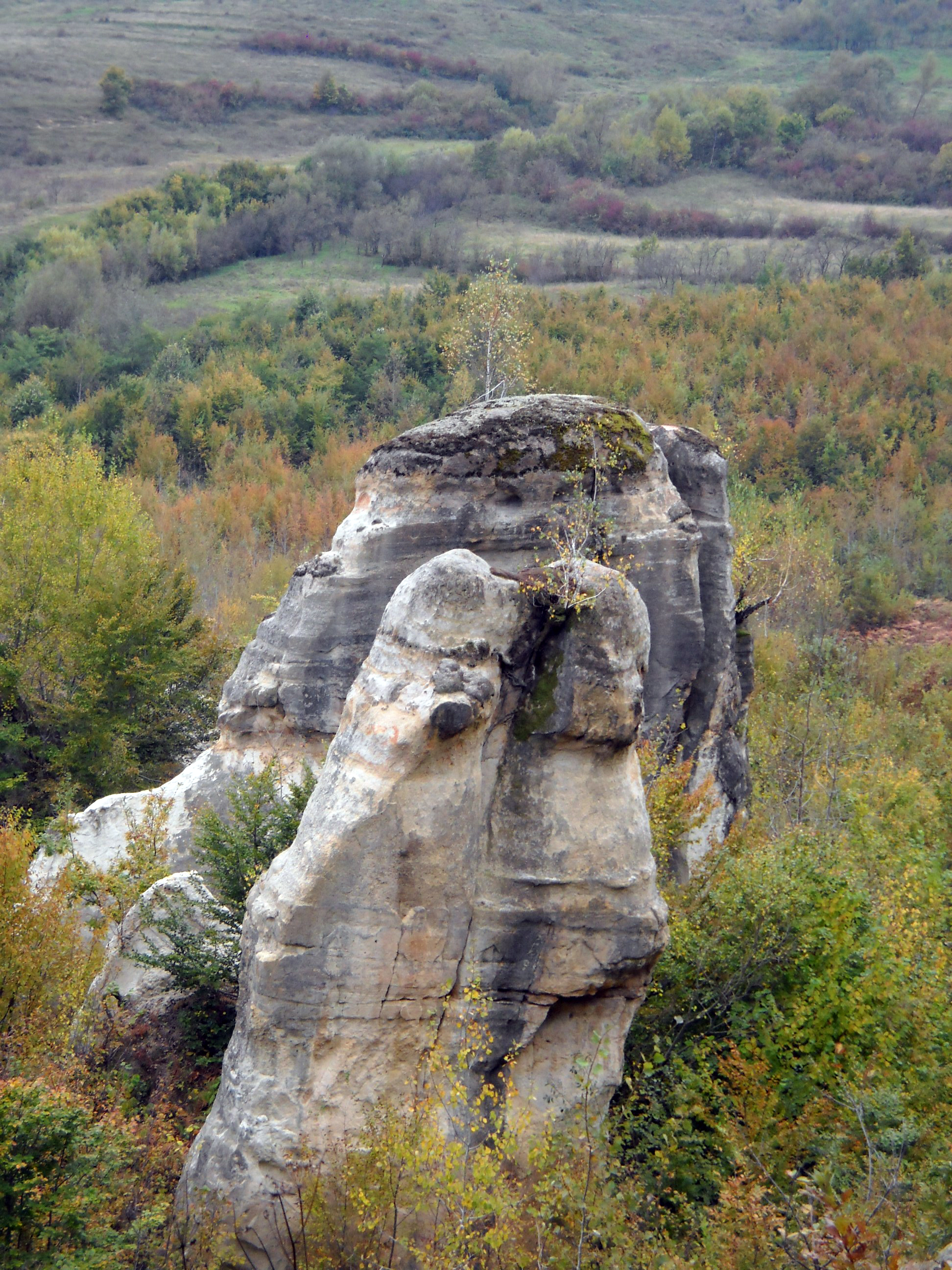
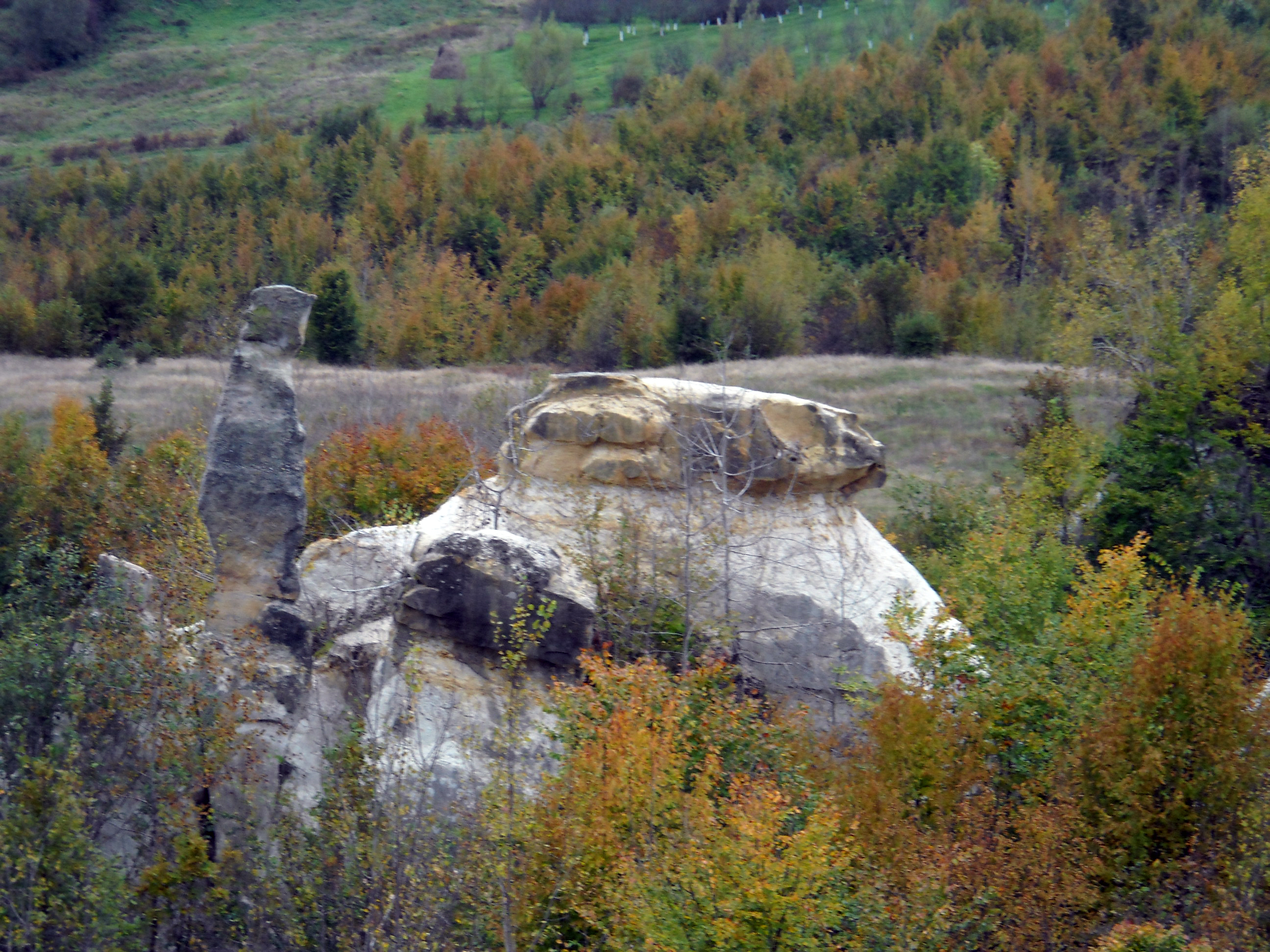
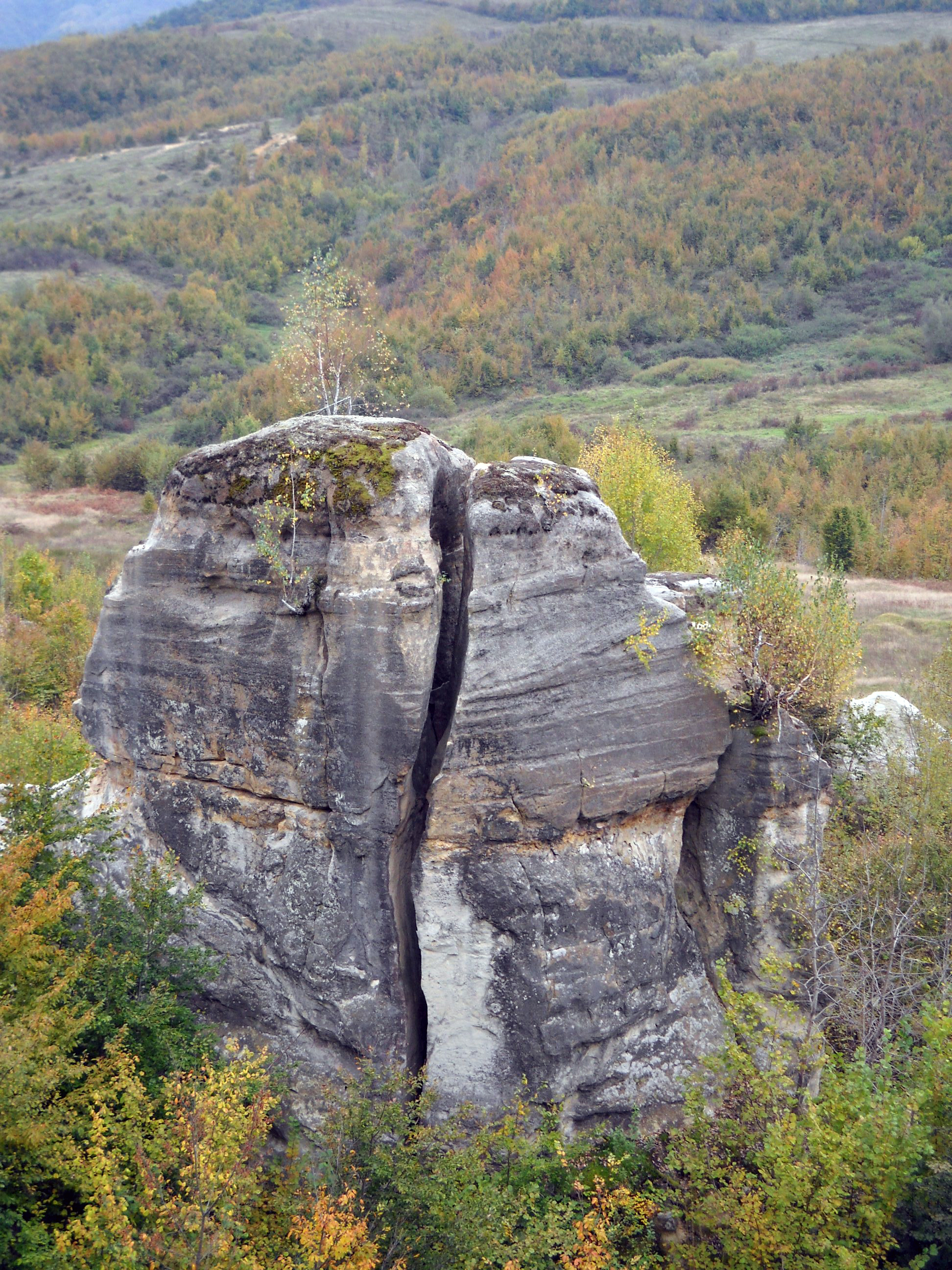
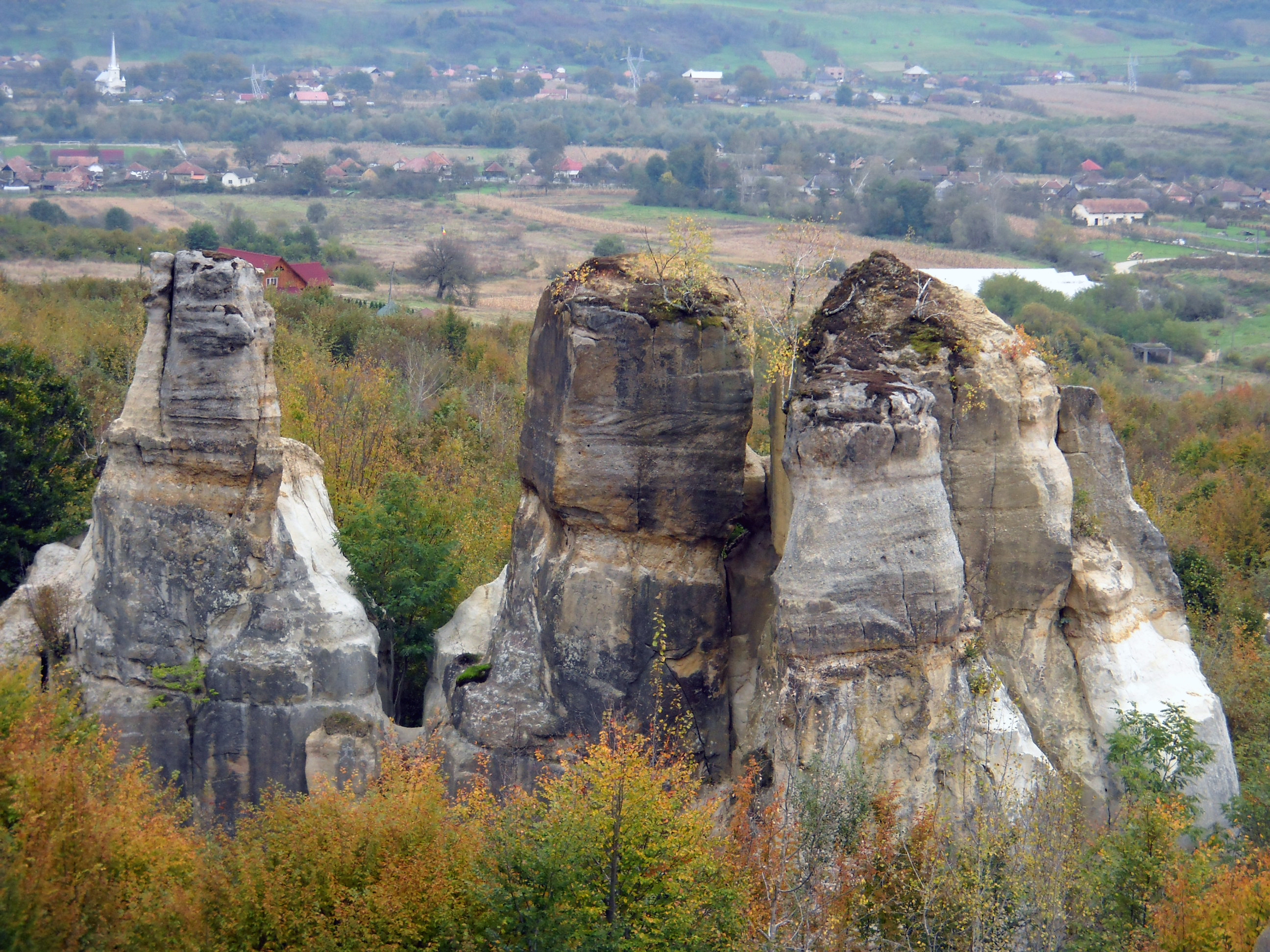
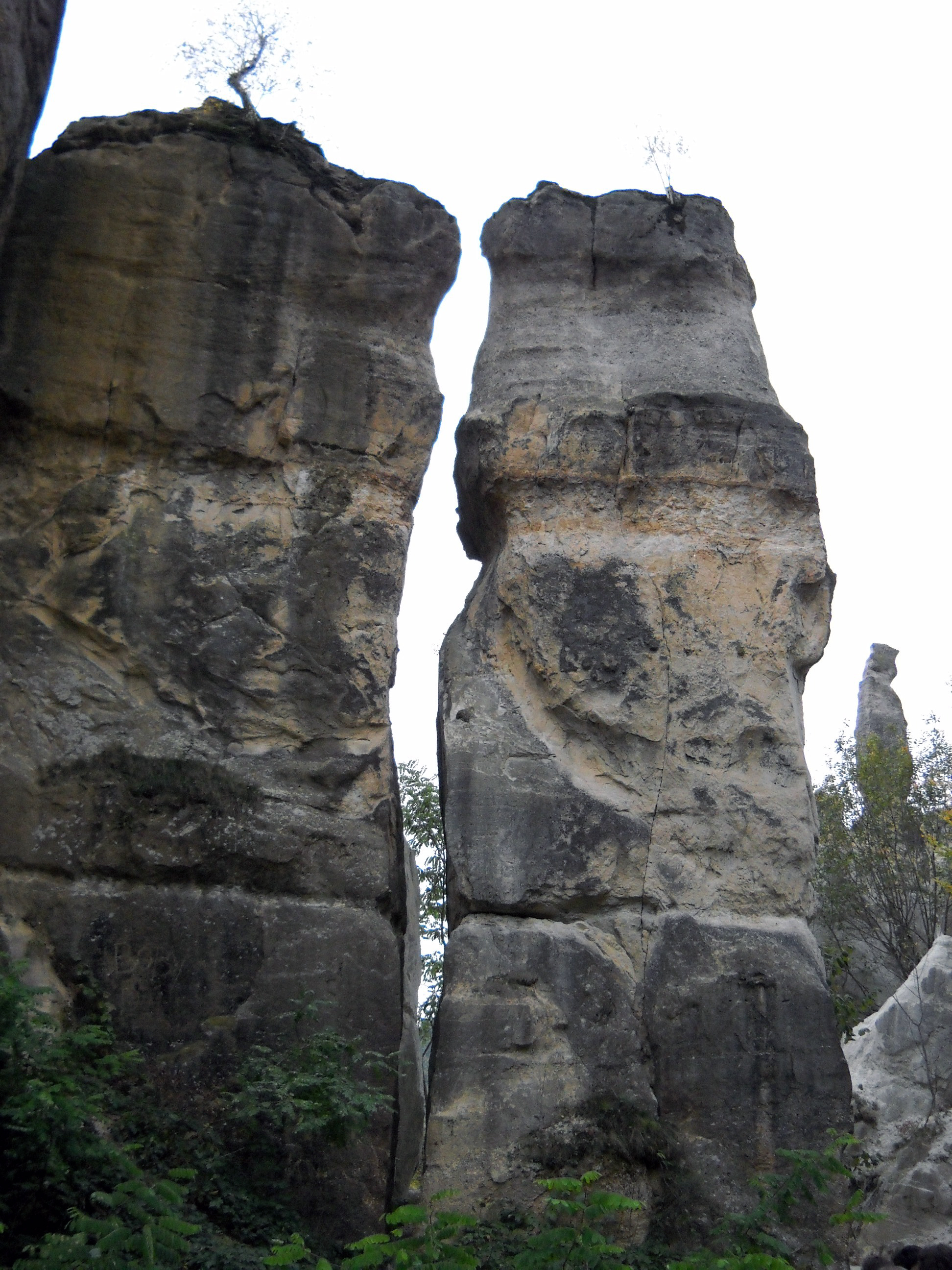
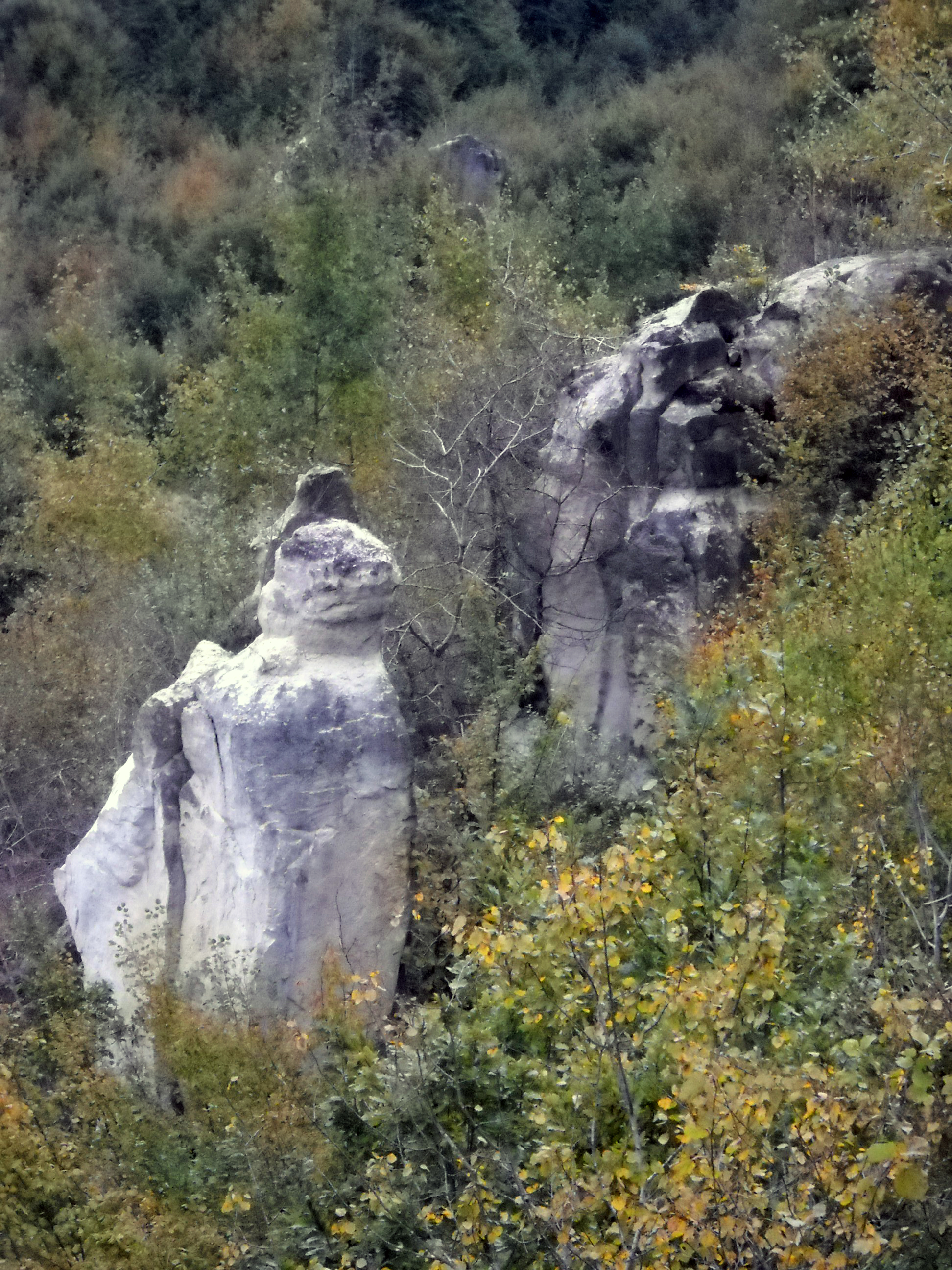
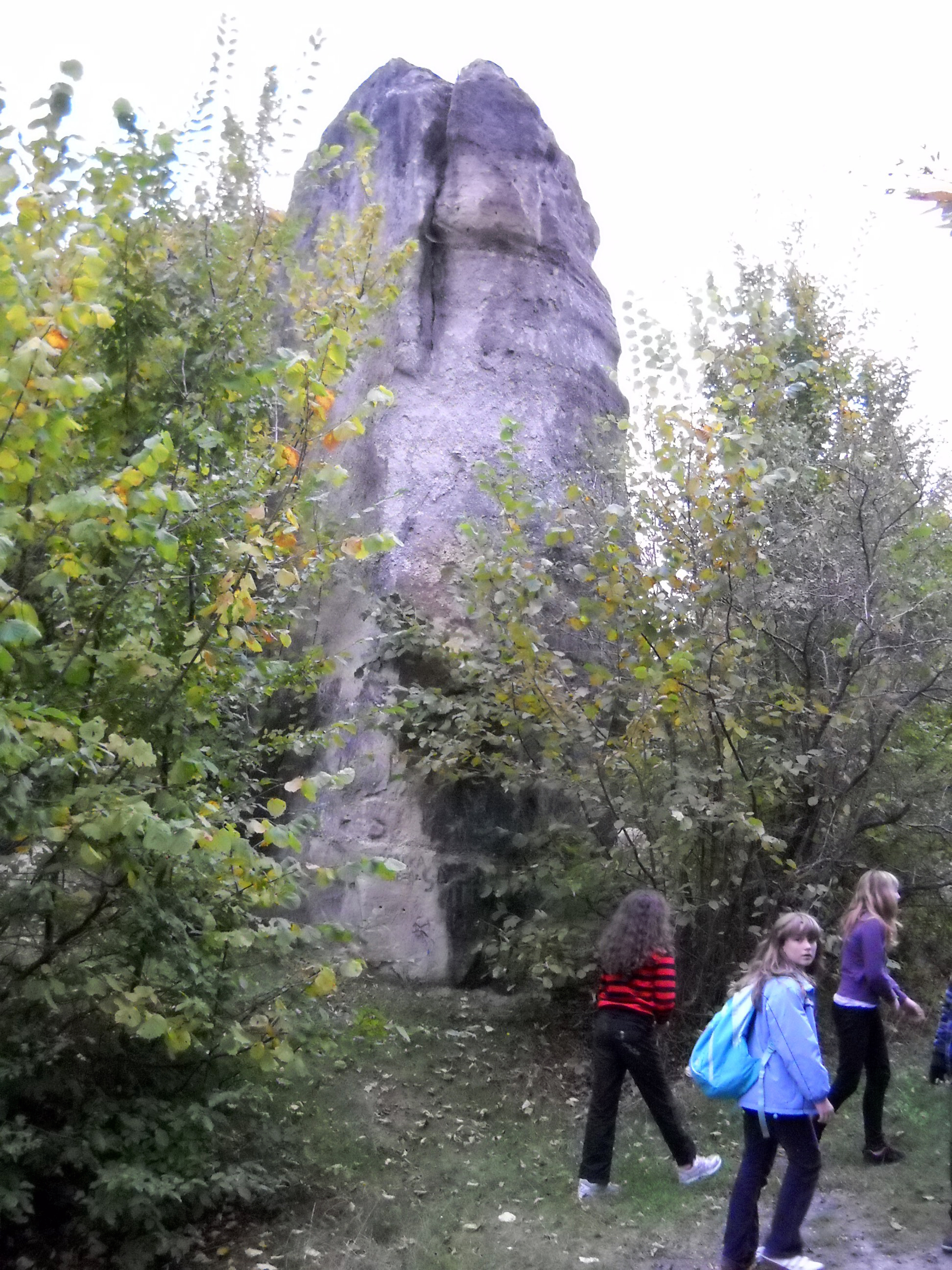
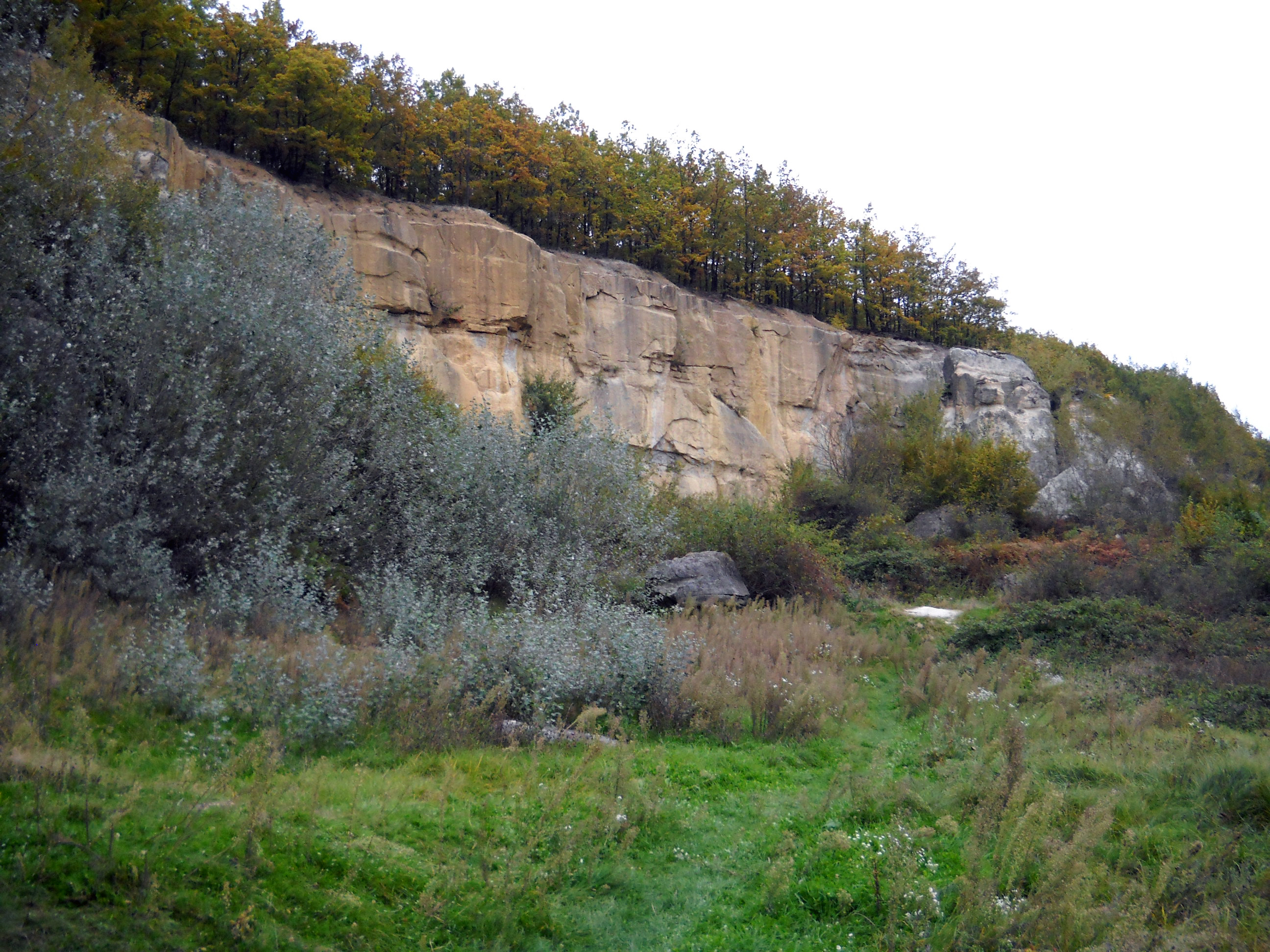
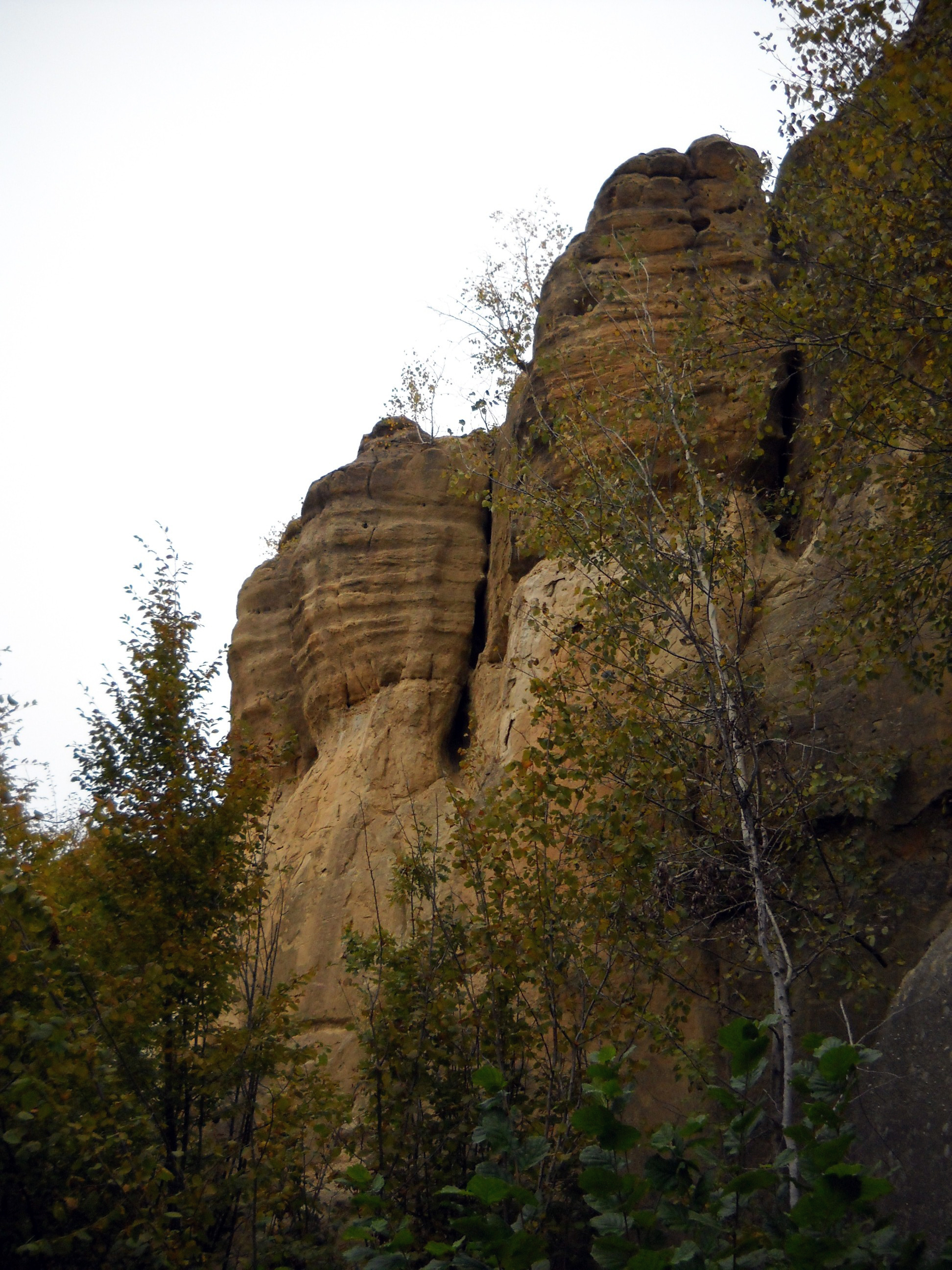
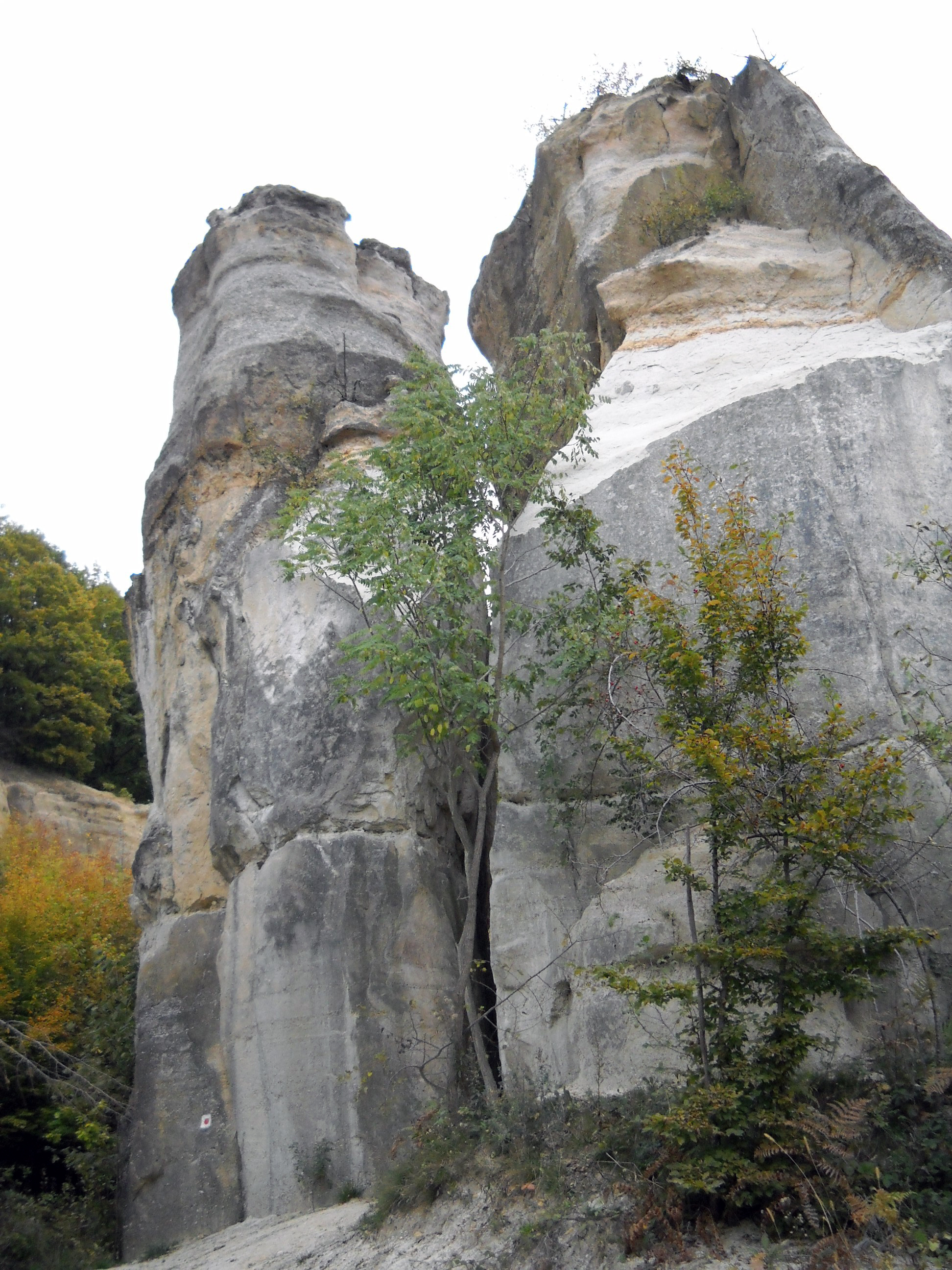
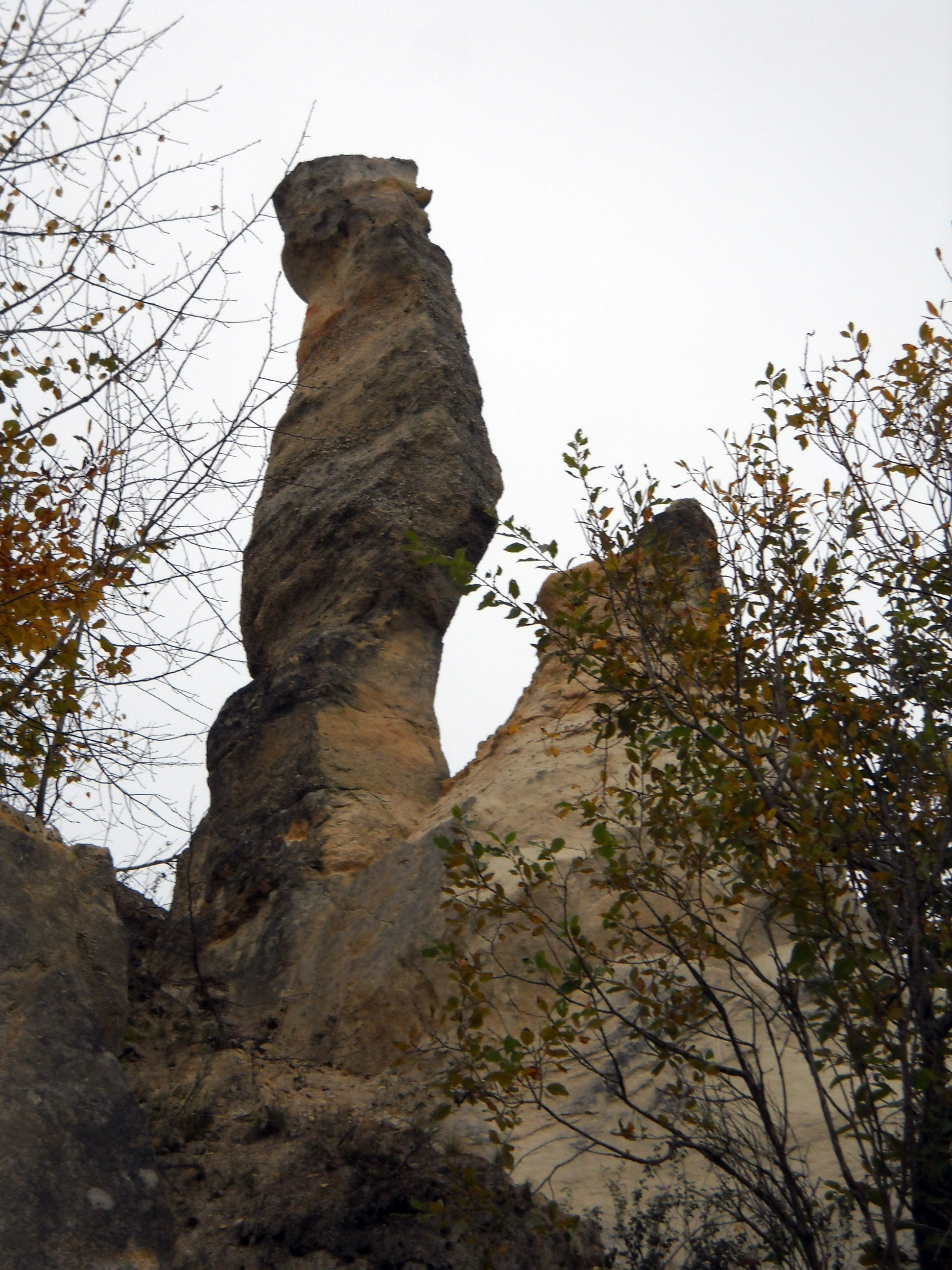

## Legenda
A népi hiedelemvilág szerint a környéken élt valaha egy csodálatosan szép pásztorleány, akibe beleszeretett egy nyalka vadász. Mivel a lány szegény volt, mint a templom egere, a szerelmüket nem nézte jó szemmel az a módos gazda, aki a lányát a vadásznak szánta. Egyszer, amikor a pásztorleány és a vadászlegény beszédbe elegyedett, a juhok szétszéledtek, és a tilalmasban kezdtek legelni. A gazda, amikor észrevette ezt,  elátkozta a pásztorleányt, mire az azon nyomban kővé vált a juhaival együtt. 
Hajnalonként és alkonyatkor a  nap oly módon világítja meg a kert szikláit, hogy az árnyékok játékában egy kis képzelőerővel felfedezhetjük a juhnyájat.

## Hasonló képződmények Erdélyben
Habár a kialakulásuk módja eltérő, de a szelektív erózió más, látványos megnyilvánulása a Bucsecs-hegységben levő kőgombák és a Szfinx, a Szászsebes közelében levő Vörös-szakadék agyagtornyai.